# Manhattan (drink)
Manhattan är en klassisk cocktail från mitten av 1800-talet. Den består av en blandning av amerikansk whiskey, vanligen  bourbon eller kanadensisk whiskey, röd söt vermouth och ett stänk angostura bitter. Den ska röras med is och silas ner i ett cocktailglas eller old fashioned-glas och serveras med ett cocktailbär. Ursprungligen gjordes den på rye whiskey det vill säga amerikansk whiskey gjord på råg. I Kanada är inhemsk whiskey synonymt med "rye", även om den inte är gjord på råg.

## Ursprung
Enligt en berättelse kopplas cocktailen till en bankett på Manhattan Club i New York på 1870-talet. Banketten anordnades av Winston Churchills mor Jennie Jerome Churchill till stöd för New York-guvernören och presidentkandidaten Samuel J. Tilden. Drinken, som togs fram av en Dr. Iain Marshall, uppskattades och när gästerna lämnade festen talade de om drinken som "Manhattancocktailen"
Denna ursprungliga manhattan var en blandning av "amerikansk whiskey, italiensk vermouth och angostura bitter".
Det finns även andra tidigare referenser till liknande drinkar som också benämnts manhattan. Till exempel har den uppgetts ha skapats av en bartender vid namn Black i en bar på Broadway i höjd med Houston Street.

## Utanför Manhattan
På den nordfrisiska ön Föhr har drinken manhattan blivit särskilt populär och är ett självklart inslag på barer,  kaféer och gemensamma sammankomster. Det var Föhrs fiskeflotta som vid djuphavsfiske även landade i hamnarna på Manhattan. De tog med sig drinken hem och den blev en del av den lokala kulturen.

## Varianter
Traditionellt anses att manhattan ska göras med en rye-whiskey, och då även en kanadensisk whiskey. Normalt görs den med nordamerikansk whiskey oavsett om det är en bourbon eller kanadensisk whiskey helt utan råg.
Det finns flera varianter på en Manhattan som använder varianter av Manhattan i namnet. Dessa har antingen en annan spritdryck än nordamerikansk whiskey, de andra ingredienserna utbytta men tillredda på liknande sätt eller har namnet som en hyllning och för att anknyta till ett redan populärt drinknamn:
- Rob roy görs med skotsk whisky och är namne med den skotske upprorsledaren.[5]
- Dry manhattan tillreds med torr vermouth istället för söt och med en "twist", det vill säga en spiral citrusskal som garnering.[5]
- Perfect manhattan görs med lika delar torr och söt vermouth.[5]
- Brandy manhattan görs med brandy istället för whiskey.[8]
- Ruby manhattan görs med portvin istället för vermouth.[9]
- Kubansk manhattan är en Perfect Manhattan med mörk rom[10]
- Latin manhattan görs med lika delar ljus rom, torr och söt vermouth samt maraschinojuice. Den serveras med en Twist.
- Royal manhattan görs med den kanadensiska whiskeyn Crown Royal.[10]
- Southern manhattan görs med Southern Comfort.[10]
- Tijuana manhattan görs med tequila.
- September manhattan serveras med frusna körsbär.
- Monte carlo görs med benediktinerlikör istället för vermouth.
- Soul manhattan görs med absint istället för vermouth.